# Gallmyggesteklar
Gallmyggesteklar (Platygastridae) är en familj av steklar som beskrevs av Alexander Henry Haliday 1833. Enligt Catalogue of Life ingår gallmyggesteklar i överfamiljen Platygastroidea, ordningen steklar, klassen egentliga insekter, fylumet leddjur och riket djur, men enligt Dyntaxa är tillhörigheten istället ordningen steklar, klassen egentliga insekter, fylumet leddjur och riket djur. Enligt Catalogue of Life omfattar familjen Platygastridae 1427 arter. 

## Bildgalleri

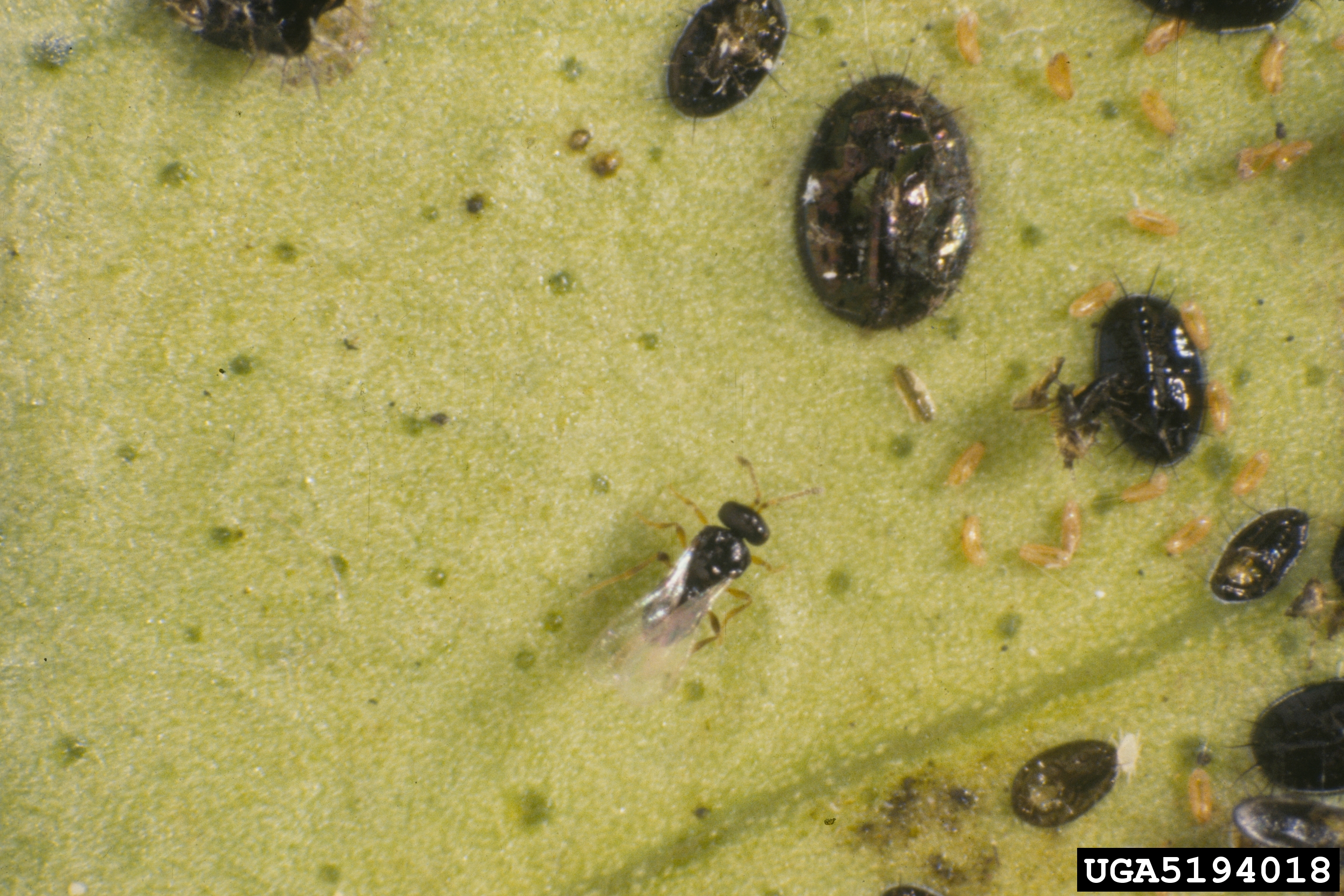
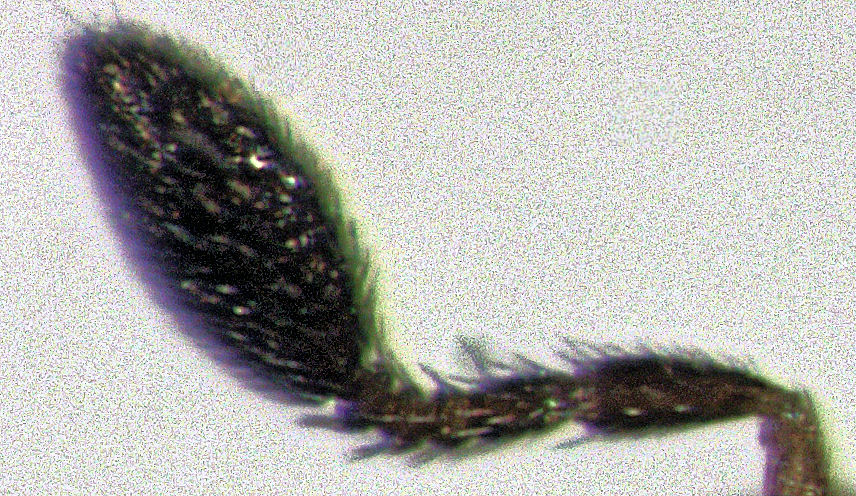
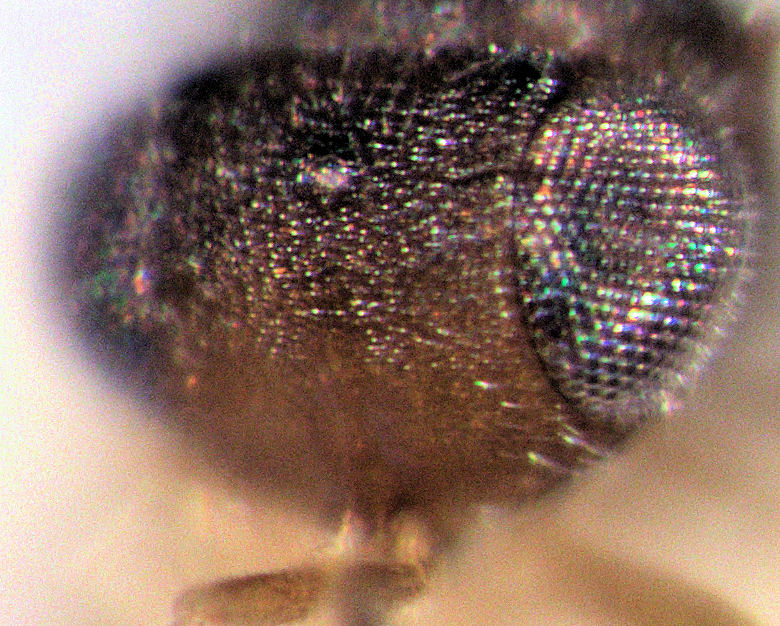
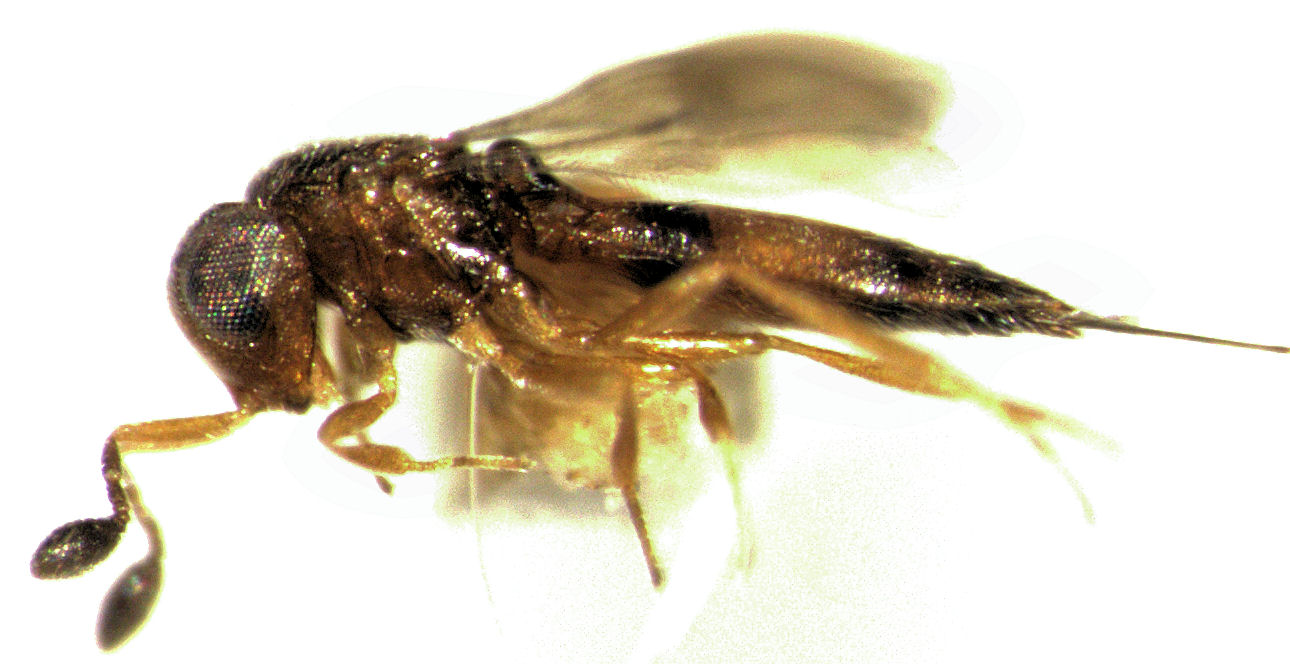
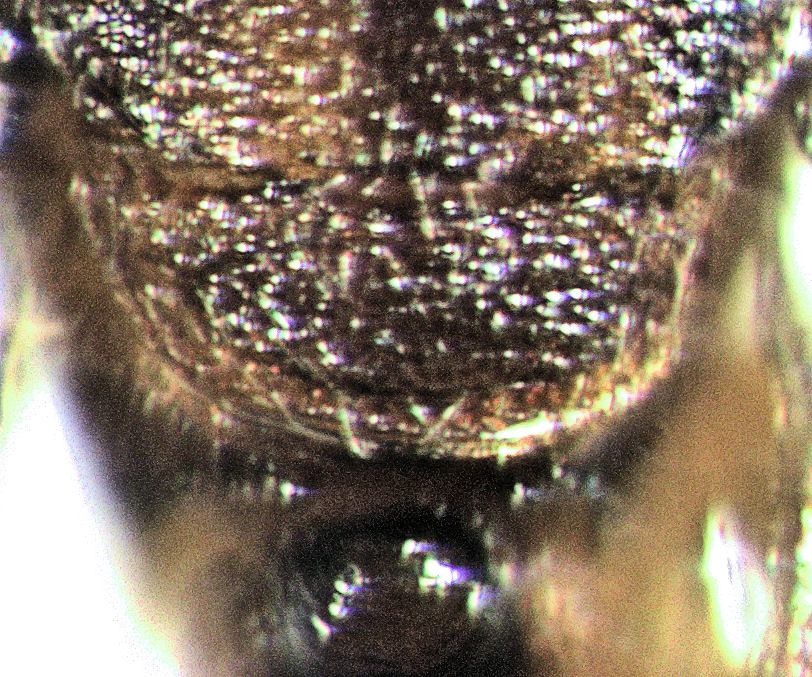
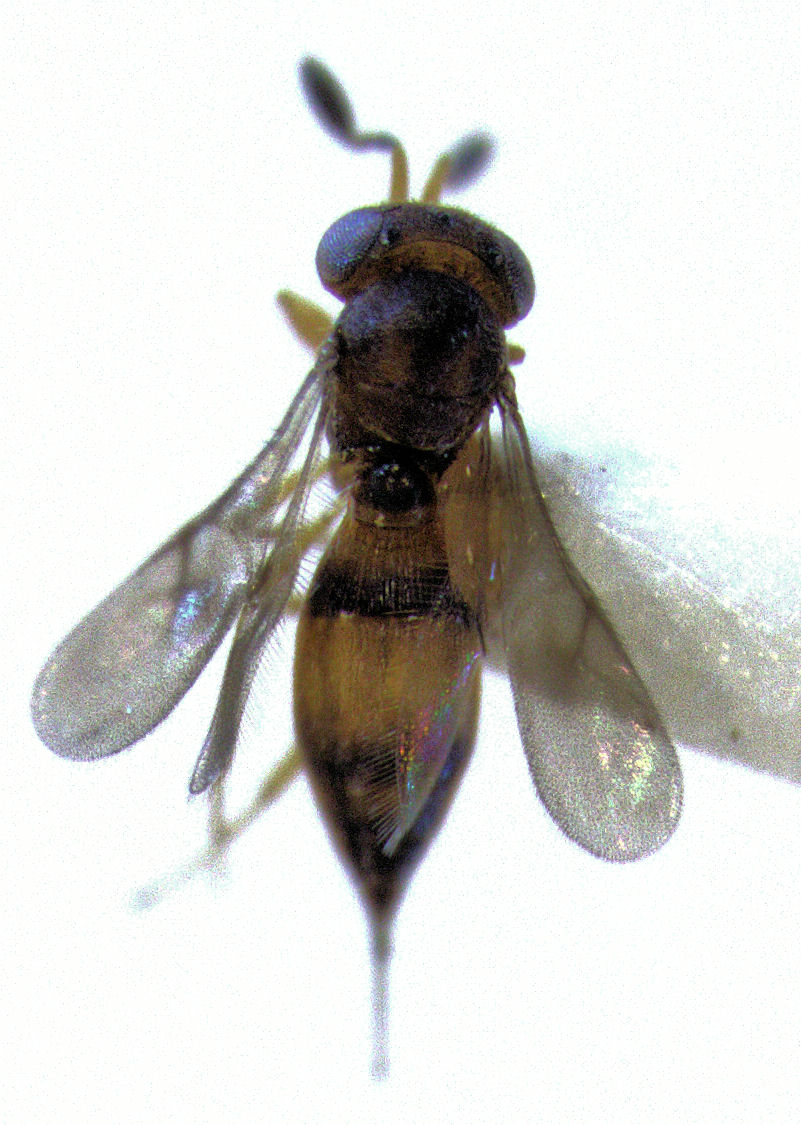

## Dottertaxa till gallmyggesteklar, i alfabetisk ordning[1][2]
- Acerotella
- Aceroteta
- Afrisolia
- Aleyroctonus
- Alfredella
- Allostemma
- Allotropa
- Almargella
- Amblyaspis
- Amitus
- Anectadius
- Anirama
- Annettella
- Anopedias
- Anteris
- Aphanomerella
- Aphanomerus
- Austromerus
- Baeus
- Calomerella
- Ceratacis
- Criomica
- Diplatygaster
- Eritrissomerus
- Errolium
- Euxestonotus
- Fidiobia
- Gastrotrypes
- Gryon
- Helava
- Holocoeliella
- Idris
- Inostemma
- Iphitrachelus
- Isocybus
- Isolia
- Isostasius
- Leptacis
- Magellanium
- Metaclisis
- Metanopedias
- Moninostemma
- Nanomerus
- Neobia
- Oligomerella
- Orseta
- Parabaeus
- Piestopleura
- Platygaster
- Platygasterites
- Platygastoides
- Platystasius
- Plutomerus
- Proleptacis
- Proplatygaster
- Prosactogaster
- Prosinostemma
- Prosynopeas
- Pseudaphanomerus
- Psilanteris
- Pulchrisolia
- Pyrgaspis
- Rao
- Sacespalus
- Scelio
- Sceliotrachelus
- Sparasion
- Stosta
- Synopeas
- Teleas
- Telenomus
- Tetrabaeus
- Thoron
- Tiphodytes
- Trichacis
- Trichacoides
- Tricholeptacis
- Trimorus
- Trissolcus
- Xenomerus
- Zelamerus
- Zelandonota
- Zelostemma